# 神殿奉献 (アンブロージョ・ロレンツェッティ)
『神殿奉献』（しんでんほうけん、伊: Presentazione al Tempio, 英: Presentation at the Temple）は、14世紀イタリア・シエナ派の画家アンブロージョ・ロレンツェッティ (Ambrogio Lorenzetti, 1290年頃-1348年) が1342年に制作した絵画である。画家の署名と制作年が入っている。現在、フィレンツェのウフィツィ美術館に所蔵されている。

## 概要
この作品は、シエナ大聖堂によって発注され、1330年から1350年に制作された4点の祭壇画連作のうちの一作であった。これらの祭壇画には、ほかにシモーネ・マルティーニとリッポ・メンミによる『聖女マルガリータと聖アンサヌスのいる受胎告知』、ピエトロ・ロレンツェッティによる『聖母の降誕』（聖サビヌスの祭壇画、1342年）、そしてバルトロメオ・ブルガリーニに帰属され、今は分散している『キリストの降誕』（聖ビクトルの祭壇画、1351年以降）が含まれていた。すべての作品は、聖母の生涯の物語を表す必要があり、ドゥッチョ・ディ・ブオニンセーニャによる『荘厳の聖母』（シエナ大聖堂）がそれら祭壇画の上に置かれていた。
本作の豪華な装飾を施した内部空間は、列柱により奥行きを強調した遠近法で描かれている。絵画の青色には高価な顔料であるラピスラズリが使われているが、それはこの祭壇画が重要な発注であったことを示している。なお聖クレスチェンティウスと聖ミカエルが描かれていた両翼パネルは、現在では失われている。